# Національний парк Водоспад Мерчісона
Національний парк Водоспад Мерчісона — національний парк в Уганді, яким керує Угандійське управління охорони дикої природи. Парк займає 3,893 км² і є найбільш національним парком Уганди. Розташований на північному заході країни, від берегів озера Альберт навколо Білого Нілу до водоспаду Карума.
Станом на 2022 рік в Національному парку Водоспад Мерчісона та навколо нього відбувається будівництво Східноафриканського нафтопроводу, який включає будівництво 10 нафтових майданчиків, підвідного трубопроводу та нафтопереробного заводу.

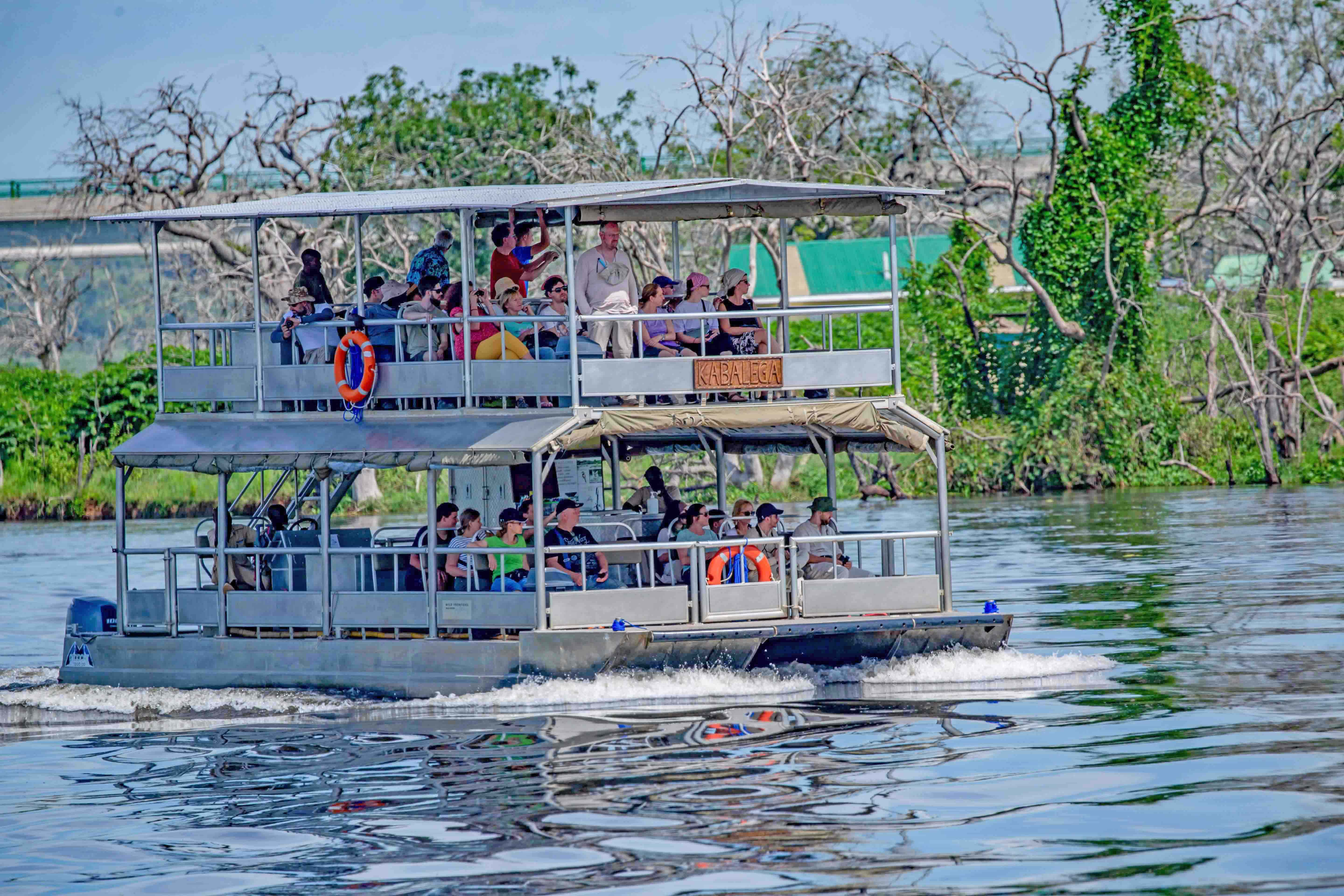
Національний парк Murchison Falls

Парк охоплює угандійські райони Булііса, Нвоя, Кіріяндонго та Масінді. Відстань на автомобілі від Масінді, найближчого великого міста, до національного парку становить близько 72 км. До Кампали приблизно 283 км.

## Історія
Дослідники Джон Спік і Джеймс Грант були першими європейцями, які відвідали територію сучасного парку в 1862 році. Його більш ретельно дослідили Семюель і Флоренс Бейкери в 1863—1864 роках. Бейкер назвав водоспад Мерчісона на честь геолога Родеріка Мерчісона, який тоді був президентом Королівського географічного товариства.
У 1952 році британська адміністрація прийняла Закон про національні парки Уганди. Описана вище територія стала національним парком Водоспада Мерчісона.

## Огляд

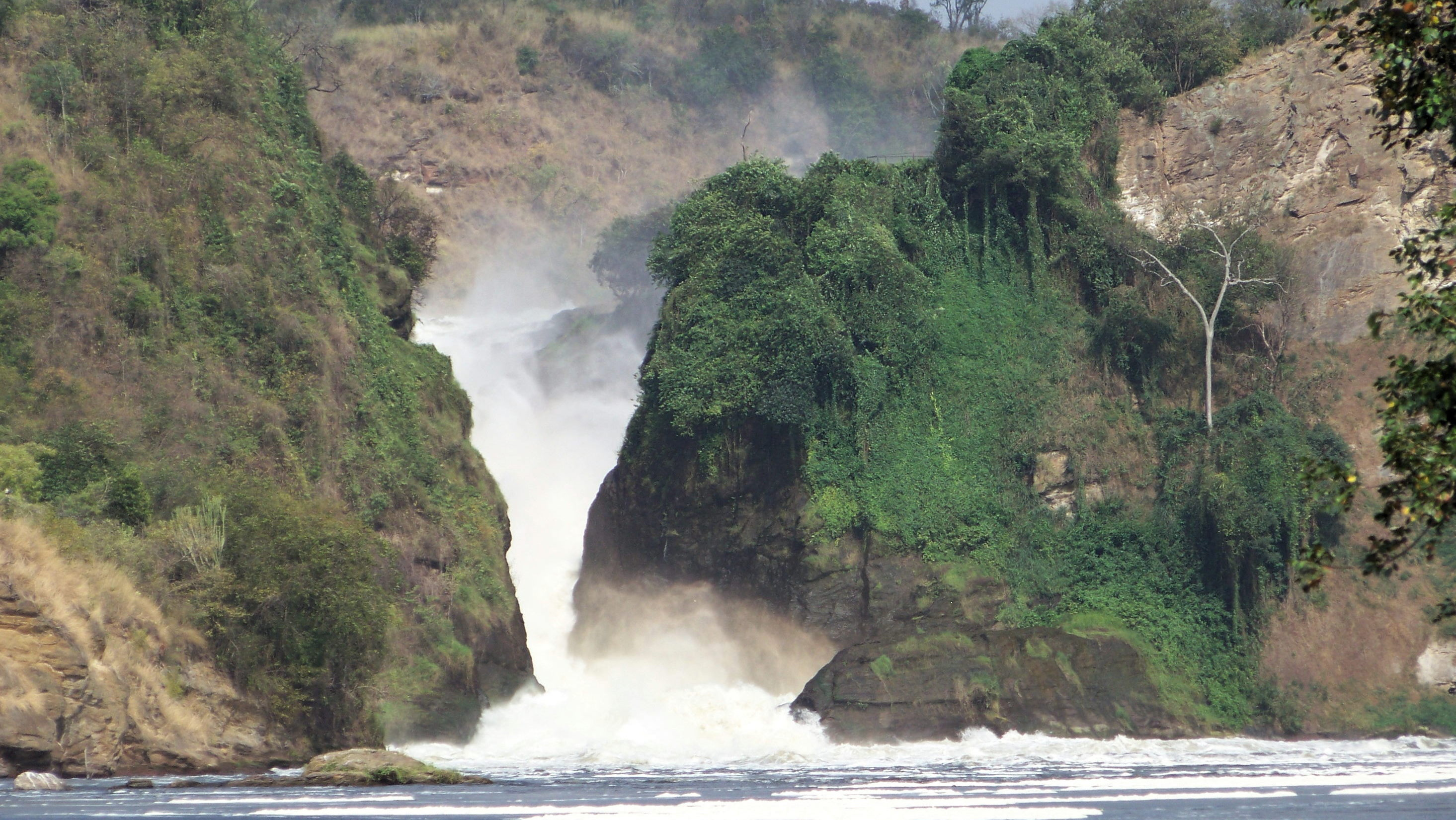
Водоспад Мерчісон

Національний парк Водоспад Мерчісона є найбільшим національним парком Уганди з приблизно 3,893 км² відкритих саван, лісів та рівнин. Парк розділяє річка Білий Ніл навпіл зі сходу на захід.
Парк є місцем розташування водоспаду Мерчісона, де води Нілу течуть через вузьку ущелину лише 7 м завширшки. Висота водоспаду 43 м.
У парку, поруч із шосе Масінді-Гулу, є також водоспад Карума, де збудована 600-мегаватна електростанція Карума, яка є найбільшою електростанцією Уганди.

## Дика природа
З 2005 року заповідна територія вважається заповідником левів. Станом на 2024 рік у парку проживає найбільша в Африці популяція жираф Ротшильда, що становить 1800 особин, або 95 % усіх жираф Уганди.
У Національному парку Водоспад Мерчісона і прилеглому лісовому заповіднику Бугондо проживає 76 видів ссавців, таких як шимпанзе, слони, бегемоти, зебри, імпали, бородавочники, звичайні коби, угандійські коби, орібі, звичайні дуїкери, конгоні, буйволи, а також найбільша в Уганді популяція нільських крокодилів. У парку зареєстровано 450 видів птахів, у тому числі китоглав, африканський рибалочка-крихітка, чапля-голіаф, екваторіальний калао і великий блакитний турако.